# 野々市市
野々市市（ののいちし）は、石川県の中部に位置する市。金沢平野東部の手取川扇状地にあたる。

## 概要
隣接する金沢市や白山市のベッドタウンである。
2011年11月11日に、石川郡野々市町が市制を施行し、野々市市が誕生。石川県11番目の市となった。またこれに伴い、石川郡は消滅した。
野々市市は、名称に約物（特殊記号）のひとつ「々」を用いている唯一の市である。
人口密度は本州の日本海側にある市町村で最も高い。
東洋経済オンラインの全国総合住みよさランキング2023では1位を獲得しており、その他の年でもたびたび1位を獲得している。

## 地理
北部と東部は金沢市に、西部と南部は白山市に隣接する。石川県内で唯一、海に面していない市である。また、石川県の市町村で最も面積が小さい。

### 河川
主な川
- 手取川（冨樫用水）
- 犀川
- 木呂川
- 伏見川

### 地域
主に旧町域・村域に従い4地区に分けられる。 
- 本町地区 - 本町、若松町、横宮町、高橋町、扇が丘、住吉町、菅原町、白山町
- 富奥地区 - 太平寺、下林、位川、三納、矢作、粟田、藤平田、藤平、清金、末松、中林、新庄、上林
- 郷地区 - 二日市町、三日市町、長池町、柳町、徳用、蓮花寺町、田尻町、堀内、稲荷、郷町
- 押野地区 - 押野、押越、野代、御経塚

### 人口
| |                                          |  |
| 野々市市と全国の年齢別人口分布（2005年） | 野々市市の年齢・男女別人口分布（2005年） |  |
| ■紫色 ― 野々市市 ■緑色 ― 日本全国 | ■青色 ― 男性 ■赤色 ― 女性                |  |
| 野々市市（に相当する地域）の人口の推移 \| 1970年（昭和45年） \| 13,598人 \| \| \| 1975年（昭和50年） \| 23,757人 \| \| \| 1980年（昭和55年） \| 31,817人 \| \| \| 1985年（昭和60年） \| 36,080人 \| \| \| 1990年（平成2年） \| 39,769人 \| \| \| 1995年（平成7年） \| 42,945人 \| \| \| 2000年（平成12年） \| 45,581人 \| \| \| 2005年（平成17年） \| 47,977人 \| \| \| 2010年（平成22年） \| 51,885人 \| \| \| 2015年（平成27年） \| 55,099人 \| \| \| 2020年（令和2年） \| 57,238人 \| \| |                                          |  |
| 総務省統計局 国勢調査より |                                          |  |
| 1970年（昭和45年） | 13,598人                                 |  |
| 1975年（昭和50年） | 23,757人                                 |  |
| 1980年（昭和55年） | 31,817人                                 |  |
| 1985年（昭和60年） | 36,080人                                 |  |
| 1990年（平成2年） | 39,769人                                 |  |
| 1995年（平成7年） | 42,945人                                 |  |
| 2000年（平成12年） | 45,581人                                 |  |
| 2005年（平成17年） | 47,977人                                 |  |
| 2010年（平成22年） | 51,885人                                 |  |
| 2015年（平成27年） | 55,099人                                 |  |
| 2020年（令和2年） | 57,238人                                 |  |

- 市内に石川県立大学と金沢工業大学の2つの大学があるため、20歳前後の人口が突出して多い。
- 2005年国勢調査の時点で、全国で6番目に人口の多い町になった。2010年6月には、県集計の推計人口で、愛知県愛知郡長久手町[4]に次いで、全国2位に。2010年に実施された国勢調査では、2010年10月1日時点で人口51,892人になった[5]。

### 健康
- 平均年齢
  - 2005年12月末現在で、38.41歳（男37.17歳/女39.65歳）

### 隣接している自治体
石川県
- 金沢市
- 白山市

## 歴史
古代の遺跡として御経塚遺跡や末松廃寺跡がある。鎌倉時代・室町時代には守護となった富樫氏がここに館を置いた。江戸時代は、北陸街道の宿場町であったが、参勤交代で通過する藩は大聖寺藩のみであったため、規模は小さかった。

### 沿革
- 1889年（明治22年）4月1日 町村制の施行により、野々市村が発足する。
- 1924年（大正13年）7月1日 町制施行して、野々市町となる。
- 1937年（昭和12年） 町議会において金沢市への編入を議決するが、合併に至らず。
- 1955年（昭和30年）4月1日 野々市町及び富奥村が合併して、改めて野々市町が発足する。
- 1956年（昭和31年）9月30日 郷村の区域の一部を編入する。
- 1957年（昭和32年）4月10日 同年3月31日に実施された住民投票により賛成多数を得た金沢市押野町の区域の一部、御経塚町、野代町及び押越町の区域を編入する。
- 1964年（昭和39年）
  - 5月1日、本町に住居表示実施。本町一 〜 六丁目、若松町、横宮町、高橋町、扇が丘、住吉町、菅原町及び白山町に分割する[6]。
  - 10月、人口1万人突破[6]。
- 1974年（昭和49年）9月20日 人口2万人突破[7]。
- 1981年（昭和56年）1月20日 人口3万人突破[8]。
- 1997年（平成9年）12月 人口4万人突破[9]。
- 2002年（平成14年）9月5日 金沢市長（山出保、当時）と野々市町長（安田彦三、当時）との合併会談が行われたが、単独町制を選択。
- 2004年（平成16年）12月 三納18街区に現庁舎竣工。
- 2008年（平成20年）4月 総務部内に市制準備室を設置。
- 2009年（平成21年）人口5万人突破（県による試算）。
- 2010年（平成22年）新市名の検討始まる[10]。
- 2011年（平成23年）8月12日 地方自治法に基づいて町を市とする処分（市制施行）が官報に告示される[11]。
- 2011年（平成23年）11月11日 市制施行して、野々市市となる。

## 行政

### 市制施行まで
2010年実施の国勢調査で、石川県が2011年2月14日が発表した速報では市制施行の要件である人口が5万人を突破したため、2011年11月11日に市制施行した。新しい市の名称は野々市市（ののいちし）。
町長の粟貴章は市制施行の会見において、
- 数字の1は物事の始まりであり、市制スタートの日にふさわしい。
- 人や物、情報、知識が集まる町を目指す野々市の『市』（いち）の意味合いもある。
- 11月11日の誕生花は町花木ツバキであり、将来まで記憶に残る日にしたい。
- 県内で11番目の市となる

というように市制施行日を同日に予定した理由を説明している。
2011年4月28日に開催した町議会において市制移行を決議し、5月2日石川県に市制移行を申請した。8月12日付の官報において、総務省は野々市町の市制移行を告示し、11月11日に野々市市が誕生することになった。石川県内の地方公共団体の単独での市制移行は、1970年に松任町が市制移行し誕生した松任市（現・白山市）以来となる。
市制施行までは全国の町村の中では岩手県岩手郡滝沢村、愛知県愛知郡長久手町（いずれも当時）に次いで3番目に人口が多かった。

### 市長
| 歴代野々市村長                   | 歴代野々市村長 | 歴代野々市村長 | 歴代野々市村長             | 歴代野々市村長             | 歴代野々市村長 |
| 代                               | 人             | 氏名           | 就任                       | 退任                       | 備考           |
| -------------------------------- | -------------- | -------------- | -------------------------- | -------------------------- | -------------- |
| 1                                | 1              | 瀬尾永章       | 1889年（明治22年）5月2日   | 1893年（明治26年）         |                |
| 2                                | 1              | 瀬尾永章       | 1893年（明治26年）         | 1896年（明治29年）4月20日  |                |
| 3                                | 2              | 水毛生伊余門   | 1896年（明治29年）4月30日  | 1896年（明治29年）9月3日   |                |
| 4                                | 3              | 藤村理平       | 1896年（明治29年）9月15日  | 1898年（明治31年）11月24日 |                |
| 5                                | 4              | 田多野仁三郎   | 1898年（明治31年）12月7日  | 1899年（明治32年）8月23日  |                |
| 6                                | 5              | 後藤与五郎     | 1899年（明治32年）9月14日  | 1900年（明治33年）4月15日  |                |
| 7                                |                | 田多野仁三郎   | 1900年（明治33年）4月25日  | 1903年（明治36年）6月1日   |                |
| 8                                | 6              | 藤村藤作       | 1903年（明治36年）6月15日  | 1907年（明治40年）         |                |
| 9                                | 6              | 藤村藤作       | 1907年（明治40年）         | 1911年（明治44年）         |                |
| 10                               | 6              | 藤村藤作       | 1911年（明治44年）         | 1915年（大正4年）          |                |
| 11                               | 6              | 藤村藤作       | 1915年（大正4年）          | 1919年（大正8年）          |                |
| 12                               | 6              | 藤村藤作       | 1919年（大正8年）          | 1923年（大正12年）4月2日   |                |
| 13                               | 7              | 舘惣次郎       | 1923年（大正12年）5月21日  | 1924年（大正13年）6月30日  |                |
| 歴代野々市町長（1924年ー1955年） |                |                |                            |                            |                |
| 代                               | 人             | 氏名           | 就任                       | 退任                       | 備考           |
| 1                                | 1              | 舘惣次郎       | 1924年（大正13年）7月1日   | 1927年（昭和2年）          |                |
| 2                                | 1              | 舘惣次郎       | 1927年（昭和2年）          | 1931年（昭和6年）8月31日   |                |
| 3                                | 2              | 橋場仕三郎     | 1931年（昭和6年）10月1日   | 1935年（昭和10年）         |                |
| 4                                | 2              | 橋場仕三郎     | 1935年（昭和10年）         | 1936年（昭和11年）4月22日  |                |
| 5                                | 3              | 木戸禎七       | 1936年（昭和11年）5月19日  | 1937年（昭和12年）3月27日  |                |
| 6                                | 4              | 兵地栄一       | 1937年（昭和12年）9月8日   | 1941年（昭和16年）         |                |
| 7                                | 4              | 兵地栄一       | 1941年（昭和16年）         | 1945年（昭和20年）         |                |
| 8                                | 4              | 兵地栄一       | 1945年（昭和20年）         | 1946年（昭和21年）3月11日  |                |
| 9                                | 4              | 兵地栄一       | 1946年（昭和21年）4月23日  | 1946年（昭和21年）11月22日 |                |
| 10                               | 5              | 福田三次       | 1947年（昭和22年）4月8日   | 1951年（昭和26年）4月4日   |                |
| 11                               | 5              | 福田三次       | 1951年（昭和26年）4月23日  | 1955年（昭和30年）3月31日  |                |
| 歴代野々市町長（1955年ー2011年） |                |                |                            |                            |                |
| 代                               | 人             | 氏名           | 就任                       | 退任                       | 備考           |
| 1                                | 1              | 兵地栄一       | 1955年（昭和30年）5月1日   | 1959年（昭和34年）1月2日   | [ 18 ]         |
| 2                                | 2              | 中島栄治       | 1959年（昭和34年）2月17日  | 1963年（昭和38年）2月16日  | [ 19 ]         |
| 3                                | 2              | 中島栄治       | 1963年（昭和38年）2月17日  | 1967年（昭和42年）2月16日  |                |
| 4                                | 2              | 中島栄治       | 1967年（昭和42年）2月17日  | 1971年（昭和46年）2月16日  |                |
| 5                                | 2              | 中島栄治       | 1971年（昭和46年）2月17日  | 1975年（昭和50年）2月16日  |                |
| 6                                | 3              | 黒保衛         | 1975年（昭和50年）2月17日  | 1979年（昭和54年）2月16日  |                |
| 7                                | 4              | 徳野與四男     | 1979年（昭和54年）2月17日  | 1979年（昭和54年）4月28日  | [ 20 ]         |
| 8                                | 5              | 西尾修         | 1979年（昭和54年）6月10日  | 1983年（昭和58年）6月9日   |                |
| 9                                | 5              | 西尾修         | 1983年（昭和58年）6月10日  | 1987年（昭和62年）6月9日   |                |
| 10                               | 5              | 西尾修         | 1987年（昭和62年）6月10日  | 1991年（平成3年）6月9日    |                |
| 11                               | 5              | 西尾修         | 1991年（平成3年）6月10日   | 1995年（平成7年）6月9日    |                |
| 12                               | 6              | 安田彦三       | 1995年（平成7年）6月10日   | 1999年（平成11年）6月9日   |                |
| 13                               | 6              | 安田彦三       | 1999年（平成11年）6月10日  | 2003年（平成15年）6月9日   |                |
| 14                               | 6              | 安田彦三       | 2003年（平成15年）6月10日  | 2007年（平成19年）6月9日   |                |
| 15                               | 7              | 粟貴章         | 2007年（平成19年）6月10日  | 2011年（平成23年）6月9日   |                |
| 16                               | 7              | 粟貴章         | 2011年（平成23年）6月10日  | 2011年（平成23年）11月10日 |                |
| 歴代野々市市長                   |                |                |                            |                            |                |
| 代                               | 人             | 氏名           | 就任                       | 退任                       | 備考           |
| 1                                | 1              | 粟貴章         | 2011年（平成23年）11月11日 | 2015年（平成27年）6月9日   |                |
| 2                                | 1              | 粟貴章         | 2015年（平成27年）6月10日  | 2019年（令和元年）6月9日   |                |
| 3                                | 1              | 粟貴章         | 2019年（令和元年）6月10日  | 2023年（令和5年）6月9日    |                |
| 4                                | 1              | 粟貴章         | 2023年（令和5年）6月10日   | 現職                       |                |

- 市長 - 粟貴章（あわ たかあき） - 元石川県議会議員、2007年6月10日野々市町長として就任。4期目

### 歴代町長選結果
| 回 | 選挙執行日    | 投票率 （%） | 候補者     | 得票数 | 得票率 （%） |
| -- | ------------- | ------------ | ---------- | ------ | ------------ |
| 1  | 1955年4月29日 | 無投票       | 兵地栄一   | /      | /            |
| 2  | 1959年2月17日 | 94.0         | 中島榮治   | 1,825  | ?            |
| 2  | 1959年2月17日 | 94.0         | 小堀栄吉   | 1,566  | ?            |
| 3  | 1963年2月6日  | 無投票       | 中島榮治   | /      | /            |
| 4  | 1967年1月25日 | 66.2         | 中島榮治   | 3,429  | ?            |
| 4  | 1967年1月25日 | 66.2         | 尾西慧一   | 580    | ?            |
| 5  | 1971年2月1日  | 無投票       | 中島榮治   | /      | /            |
| 6  | 1975年2月2日  | 78.98        | 黒保衛     | 4,966  | ?            |
| 6  | 1975年2月2日  | 78.98        | 中島榮治   | 4,569  | ?            |
| 6  | 1975年2月2日  | 78.98        | 菅原光男   | 661    | ?            |
| 7  | 1979年2月4日  | 78.26        | 徳野與四男 | 6,590  | ?            |
| 7  | 1979年2月4日  | 78.26        | 橋本外茂男 | 5,698  | ?            |
| 7  | 1979年2月4日  | 78.26        | 十二新作   | 758    | ?            |
| 8  | 1979年6月10日 | 35.97        | 西尾修     | 4,917  | ?            |
| 8  | 1979年6月10日 | 35.97        | 十二新作   | 1,034  | ?            |
| 9  | 1983年5月17日 | 無投票       | 西尾修     | /      | /            |
| 10 | 1987年5月20日 | 無投票       | 西尾修     | /      | /            |
| 11 | 1991年5月22日 | 無投票       | 西尾修     | /      | /            |
| 12 | 1995年5月28日 | 無投票       | 安田彦三   | /      | /            |
| 13 | 1999年4月25日 | 59.44        | 安田彦三   | 15,246 | ?            |
| 13 | 1999年4月25日 | 59.44        | 青木万里子 | 1,845  | ?            |
| 14 | 2003年4月27日 | 65.82        | 安田彦三   | 14,715 | ?            |
| 14 | 2003年4月27日 | 65.82        | 中道明     | 6,082  | ?            |
| 15 | 2007年4月22日 | 58.62        | 粟貴章     | 17,307 | ?            |
| 15 | 2007年4月22日 | 58.62        | 青木万里子 | 1,622  | ?            |
| 16 | 2011年4月24日 | 無投票       | 粟貴章     | /      | /            |

### 歴代市長選結果
| 回 | 選挙執行日    | 投票率 （%） | 候補者 | 得票数 | 得票率 （%） |
| -- | ------------- | ------------ | ------ | ------ | ------------ |
| 1  | 2015年4月26日 | 無投票       | 粟貴章 | /      | /            |
| 2  | 2019年4月21日 | 無投票       | 粟貴章 | /      | /            |
| 3  | 2023年4月23日 | 無投票       | 粟貴章 | /      | /            |

## 議会

### 市議会
- 定数：15[21]
- 議  長：中村義彦[22]
- 副議長：杉林敏[22]

会派
| 会派名           | 議席数 |
| ---------------- | ------ |
| 野々市フォーラム | 8      |
| 市政議員会       | 1      |
| 日本共産党       | 1      |
| 公明             | 1      |
| 令和清栄         | 1      |
| みのりの会       | 1      |

2022年3月24日時点
※議長、副議長は会派に属さない。

### 石川県議会(野々市市選出)
- 定数：2名
- 任期：2019年（令和元年）6月9日〜2023年（令和5年）6月8日

| 議員名   | 会派名                         | 備考         |
| -------- | ------------------------------ | ------------ |
| 徳野光春 | 自由民主党石川県議会議員協議会 |              |
| 吉田修   | 未来石川議員会                 | 党籍は無所属 |

### 衆議院
- 選挙区：石川2区 （小松市、加賀市、白山市、能美市、野々市市、能美郡）
- 任期：2021年10月31日 - 2025年10月30日
- 投票日：2021年10月31日
- 当日有権者数：325,273人
- 投票率：56.13％

| 当落 | 候補者名 | 年齢 | 所属党派   | 新旧別 | 得票数    | 重複 |
| ---- | -------- | ---- | ---------- | ------ | --------- | ---- |
| 当   | 佐々木紀 | 47   | 自由民主党 | 前     | 137,032票 | ○    |
|      | 坂本浩   | 57   | 日本共産党 | 新     | 27,049票  |      |
|      | 山本保彦 | 68   | 無所属     | 新     | 10,632票  |      |

## 経済
金沢市の衛星都市（ベッドタウン）として発達していることから、スーパーマーケットや飲食店、量販店が進出している。

### 工業
- カレーのチャンピオン
- フリークス コア
- 津田駒工業野々市工場
- 大日製作所本社・工場
- 中村酒造事業本部(日榮蔵元)

### 商業
主な商業施設
- パソコン工房　金沢南店
- イオン野々市南店（旧ジャスコ）
- イオンタウン野々市
- ユニクロ野々市店
- ケーズデンキ金沢本店
- 100満ボルト金沢本店
- アプライド金沢店
- ヤマダ電機野々市店
- うつのみや上林店
- ニトリ御経塚店
- ホームセンタームサシ金沢南店
- DCM野々市店
- スターバックス野々市市役所前店・野々市堀内店
- 明文堂書店 TSUTAYA 金沢野々市店
- 無印良品野々市明倫通り店　※全国初のロードサイド店舗
- ノノイチマルケット BOOKOFF 野々市若松店
- アルビス野々市明倫通り店
- 大和野々市サテライトショップ
- コストコ野々市倉庫店

### 市内に本社を置く主な企業
- えふえむ・エヌ・ワン
- カレーのチャンピオン
- コーシン
- 西原物産
- 日産プリンス金沢
- ののいちバス
- 三谷サービスエンジン
- 北星産業
- 石川中央三菱自動車販売
- チェルシーニューヨーク

## 姉妹都市・提携都市

### 海外
姉妹都市
- ギズボーン市（ニュージーランド国ギズボーン地方）

友好都市
- 深圳市（中華人民共和国広東省）

## 施設

### 警察
本部
- 石川県警察 白山警察署が管轄している。

交番
- 野々市交番
- 野々市北交番
- 野々市南交番

拠点
- 交通機動隊

### 消防
本部
白山野々市広域事務組合消防本部が管轄している。
消防署
- 野々市消防署

### 医療
- 野々市市内には公立病院が設置されていないが、白山市、川北町と共同で白山市内に公立松任石川中央病院を設置、野々市市の中核医療機関となっている。

主な病院
- 金沢脳神経外科病院
- 南ヶ丘病院

### 郵便局
主な郵便局
※郵便配達は新金沢郵便局（金沢市）が行う。
- 野々市郵便局
- 野々市御園郵便局
- 扇が丘郵便局
- 太平寺郵便局
- 富奥郵便局
- 押野郵便局

### その他
主な文化施設
- 文化会館フォルテ
- 学びの杜ののいちカレード（野々市市立図書館）
- 野々市情報交流館カメリア
- にぎわいの里野々市カミーノ

（観光欄も参照） 
主な体育施設
- 野々市市スポーツランド
- 野々市市スポーツセンター
- 野々市市市民体育館
- 野々市市市民野球場
- 野々市市武道館

公民館
- 中央公民館（本町地区）
- 郷公民館（郷地区）
- 押野公民館（押野地区）
- 粟田公民館（粟田地区）
- 堀内公民館（堀内地区）

## 教育

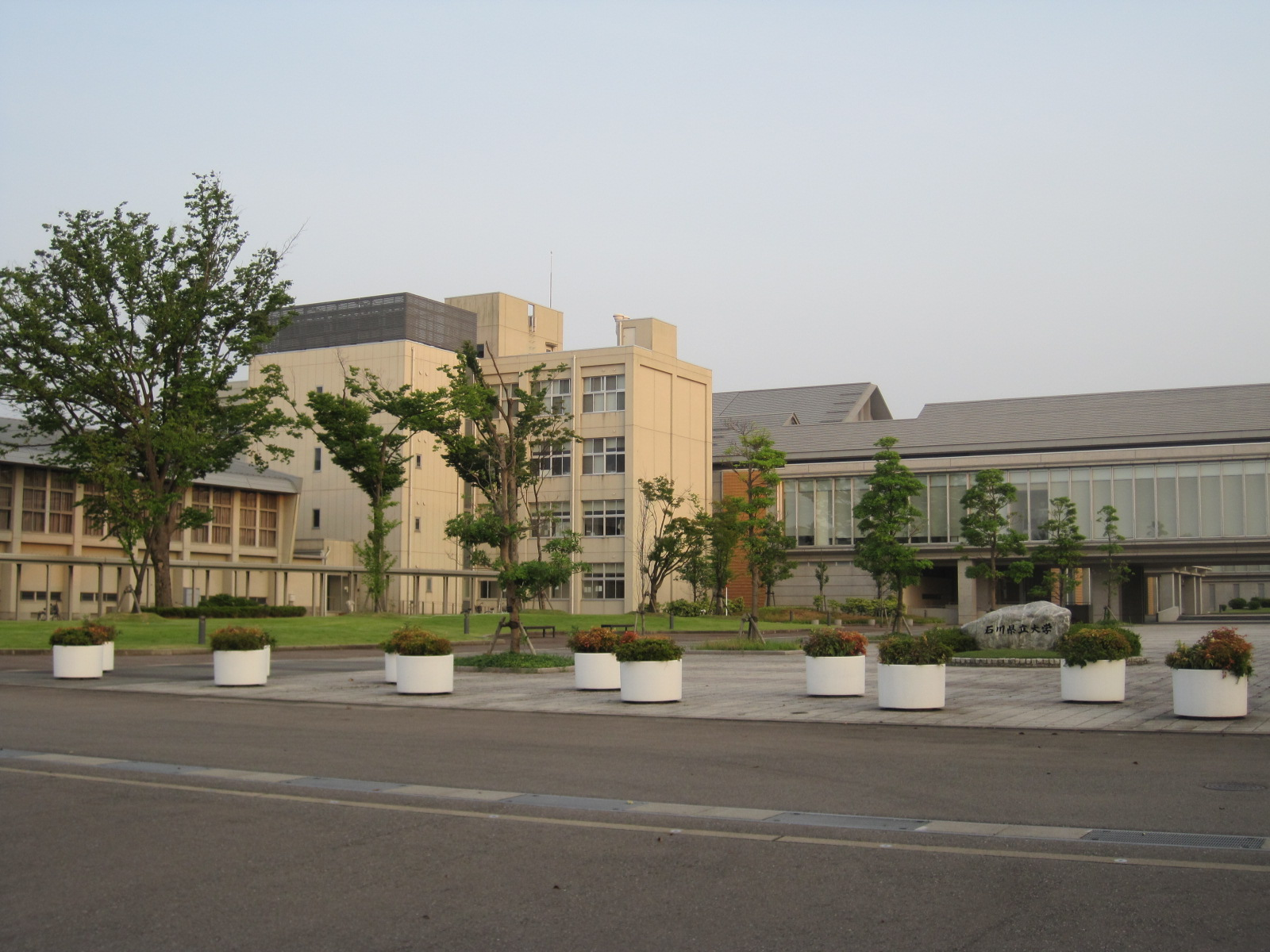
石川県立大学

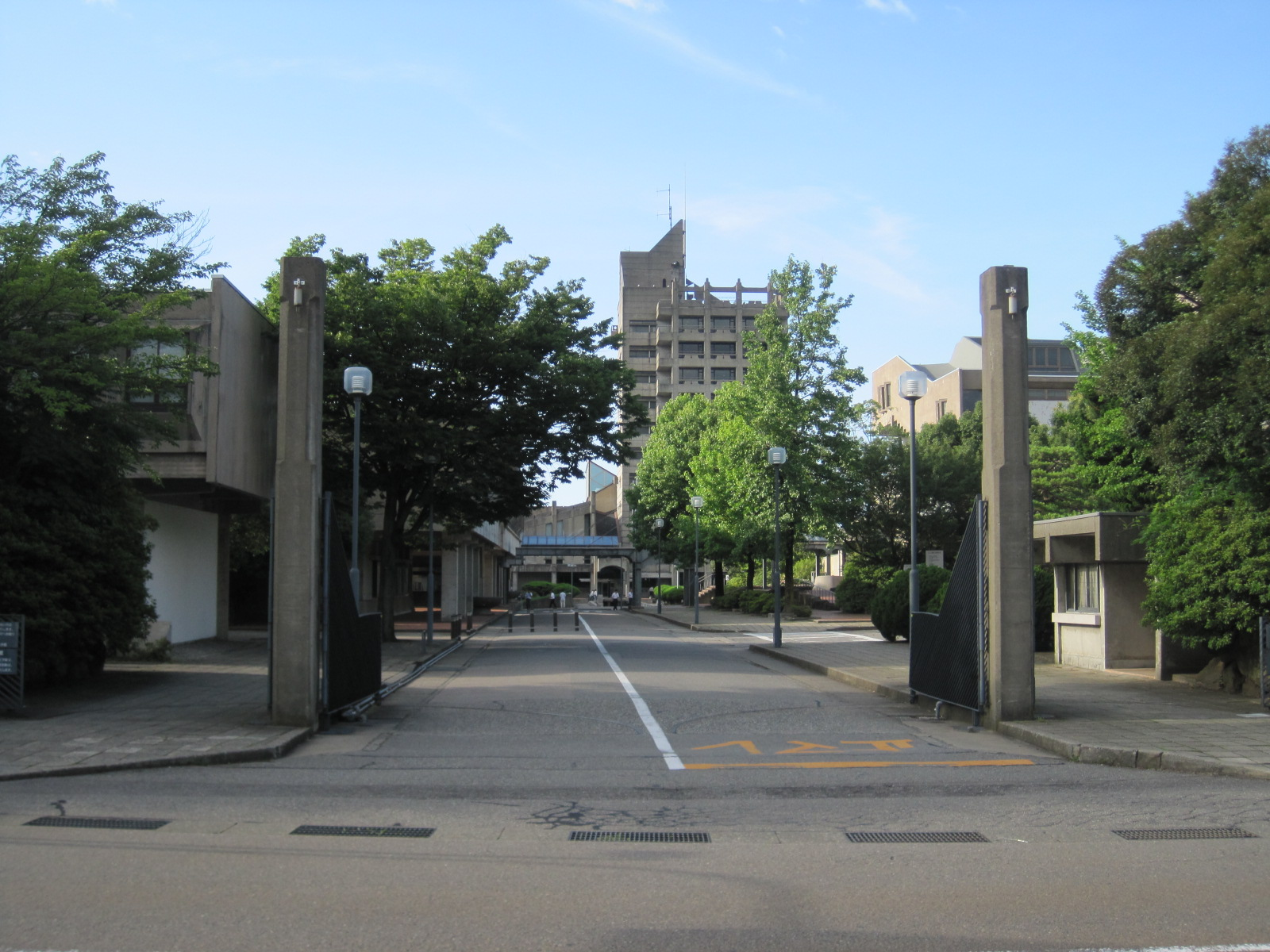
金沢工業大学

### 大学
県立
- 石川県立大学

私立
- 金沢工業大学

### 高等学校
県立
- 石川県立野々市明倫高等学校

### 中学校
市立
- 野々市中学校
- 布水中学校

### 小学校
市立
- 野々市小学校
- 御園小学校
- 菅原小学校
- 富陽小学校
- 館野小学校

※富奥村との合併後、町内には統合校の野々市小学校1校の時代が続いたが、1970年代の人口の急激な増加に対し、学校の新設が後手に回り、野々市小は一時、児童数2,400という全国でもまれに見る大規模校となった。しかし、1978年以降、御園小学校以下4校を数年の間に立て続けに新設し、児童数を適正規模に抑えている。

### フリースクール
- フリースクールBASE

### 特別支援学校
県立
- 石川県立明和特別支援学校

廃校
- 石川県立養護学校（2008年3月廃校）

### 保育園
市立
- 中央保育園
- 富奥保育園
- 押野保育園
- あすなろ保育園
- 御経塚保育園

私立
- エンジェル保育園
- ふじひら保育園
- 白山保育園
- 和光第二保育園
- ほのみ保育園
- ほりうち保育園

### 児童館
- 中央児童館
- 本町児童館（1983年完成、2022年10月末閉館[24]）
- 押野児童館

### 自動車学校
- 北鉄自動車学校

## マスメディア
- えふえむ・エヌ・ワン（コミュニティ放送局）
- 北國新聞野々市支局
- 金沢ケーブル
- 野々市テレビ・ラジオ放送所

## 交通

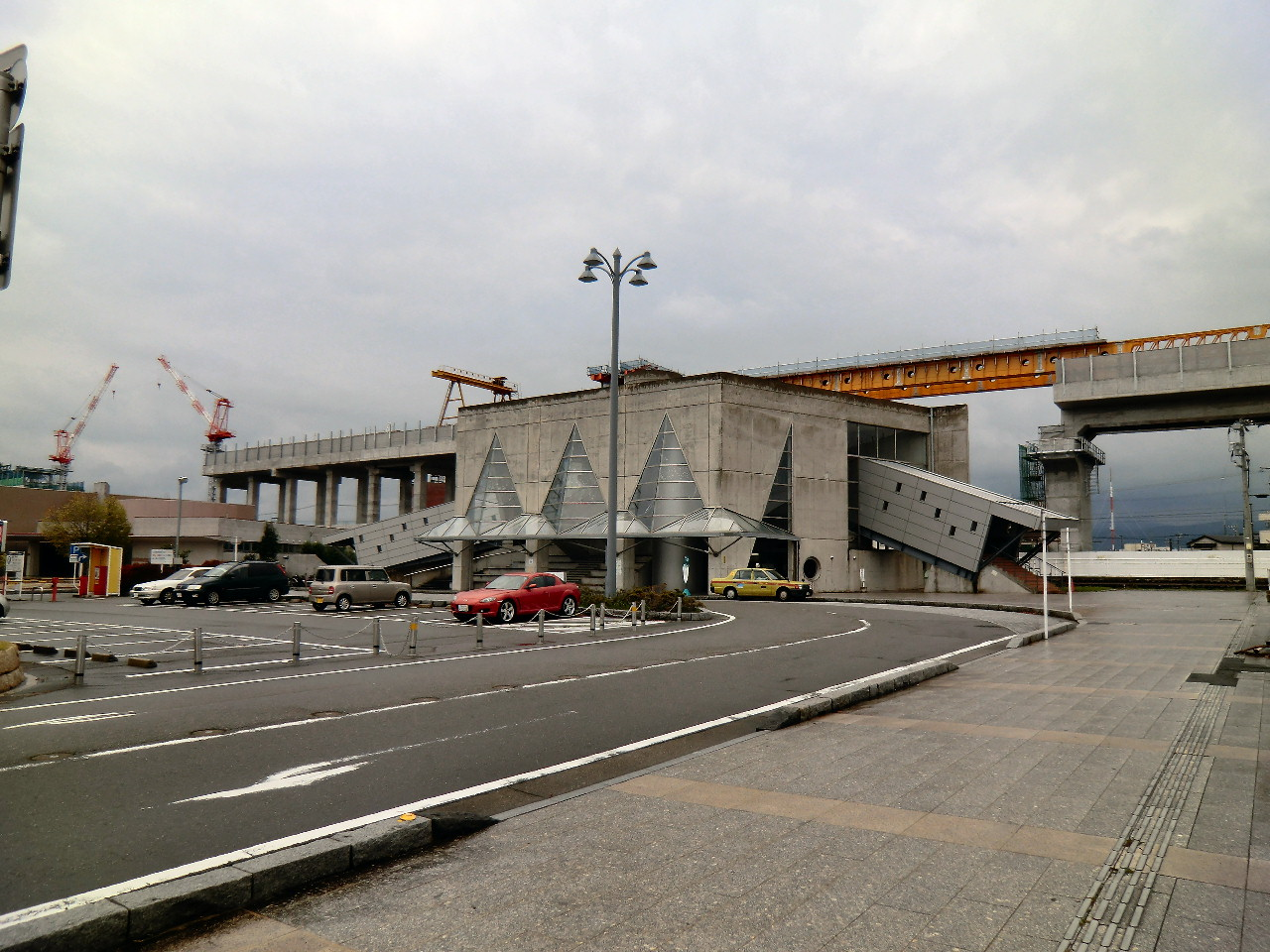
野々市駅

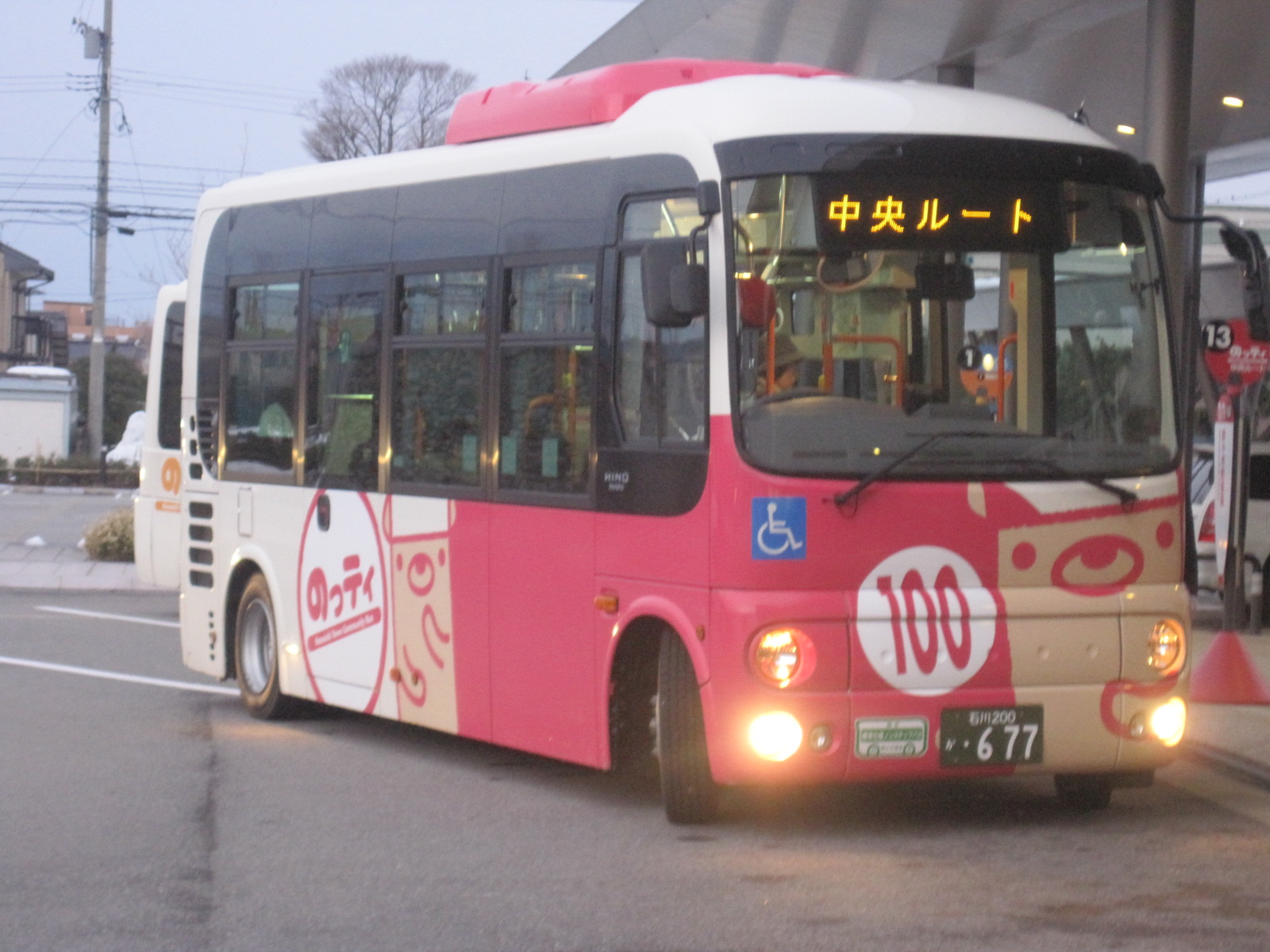
のっティ

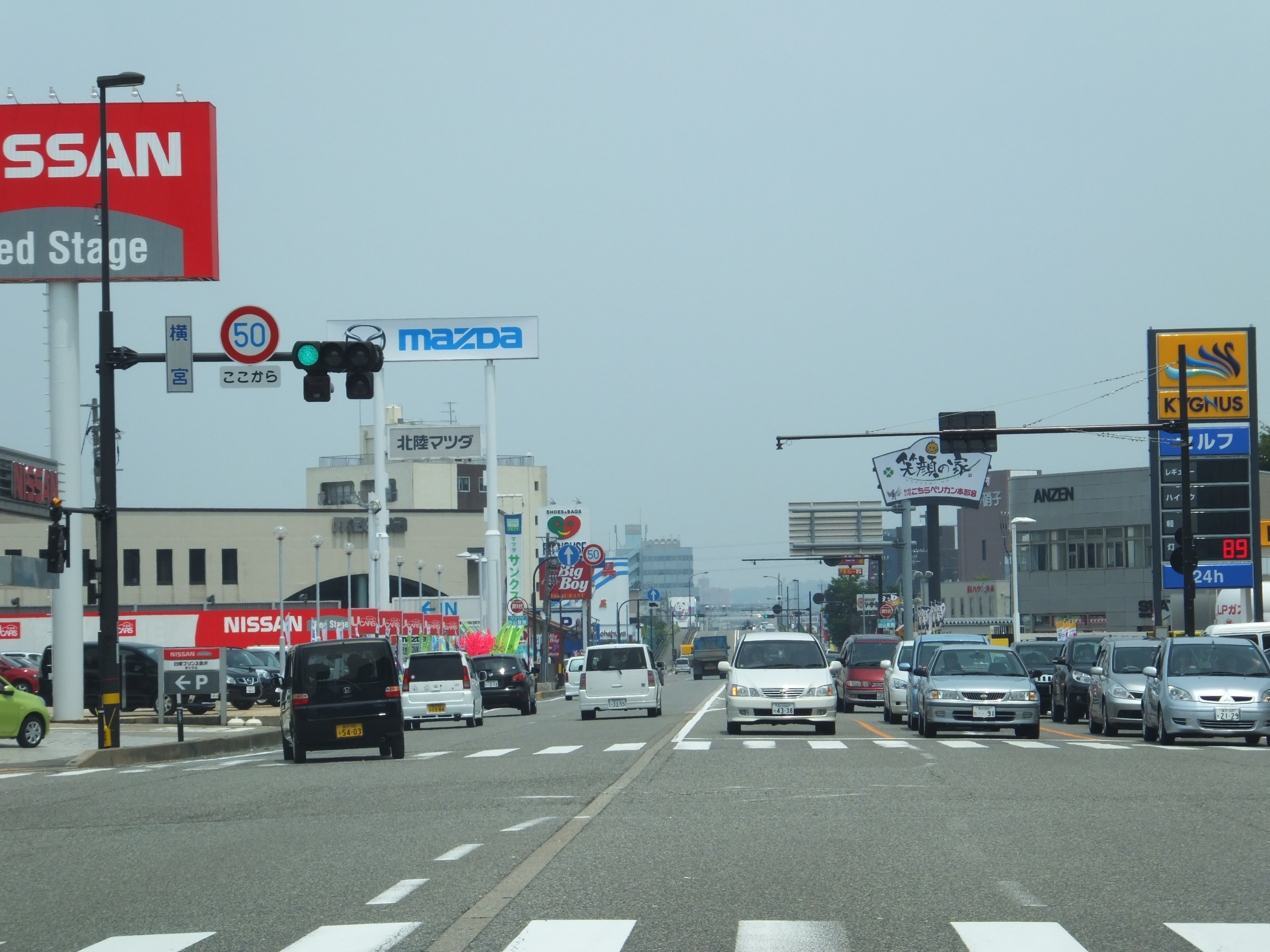
横宮交差点（国道157号）

### 鉄道
IRいしかわ鉄道
- IRいしかわ鉄道線
  - 野々市駅

北陸鉄道
- 石川線
  - 押野駅 - 野々市駅 - 野々市工大前駅

※IRいしかわ鉄道の野々市駅と北陸鉄道石川線の野々市駅は全く異なる場所に位置しており2km以上離れている。
- 過去には松金線が野々市町域を通過していた。

### バス
路線バス
- 北鉄グループバス
  - 北陸鉄道
  - 北鉄金沢バス
  - 北鉄白山バス
- コミュニティバス
  - のっティ・シャトルバスのんキー - ののいちバス（滋賀交通グループ）に運行を委託。

### 道路
国道
- 国道8号（金沢バイパス）
- 国道157号（国道305号重複、鶴来バイパス・山側環状）
- 国道305号（国道157号重複）

主要地方道
- 石川県道22号金沢小松線(加賀産業道路)

一般県道
- 石川県道106号野々市西金沢停車場線
- 石川県道179号野々市鶴来線(鶴来街道)
- 石川県道189号額谷三浦線
- 石川県道190号矢作松任線
- 石川県道193号窪野々市線
- 石川県道194号宮永横川町線
- 石川県道195号倉部金沢線
- 石川県道291号三日市松任線

その他
- 野々市市内の通りも参照。

## 観光

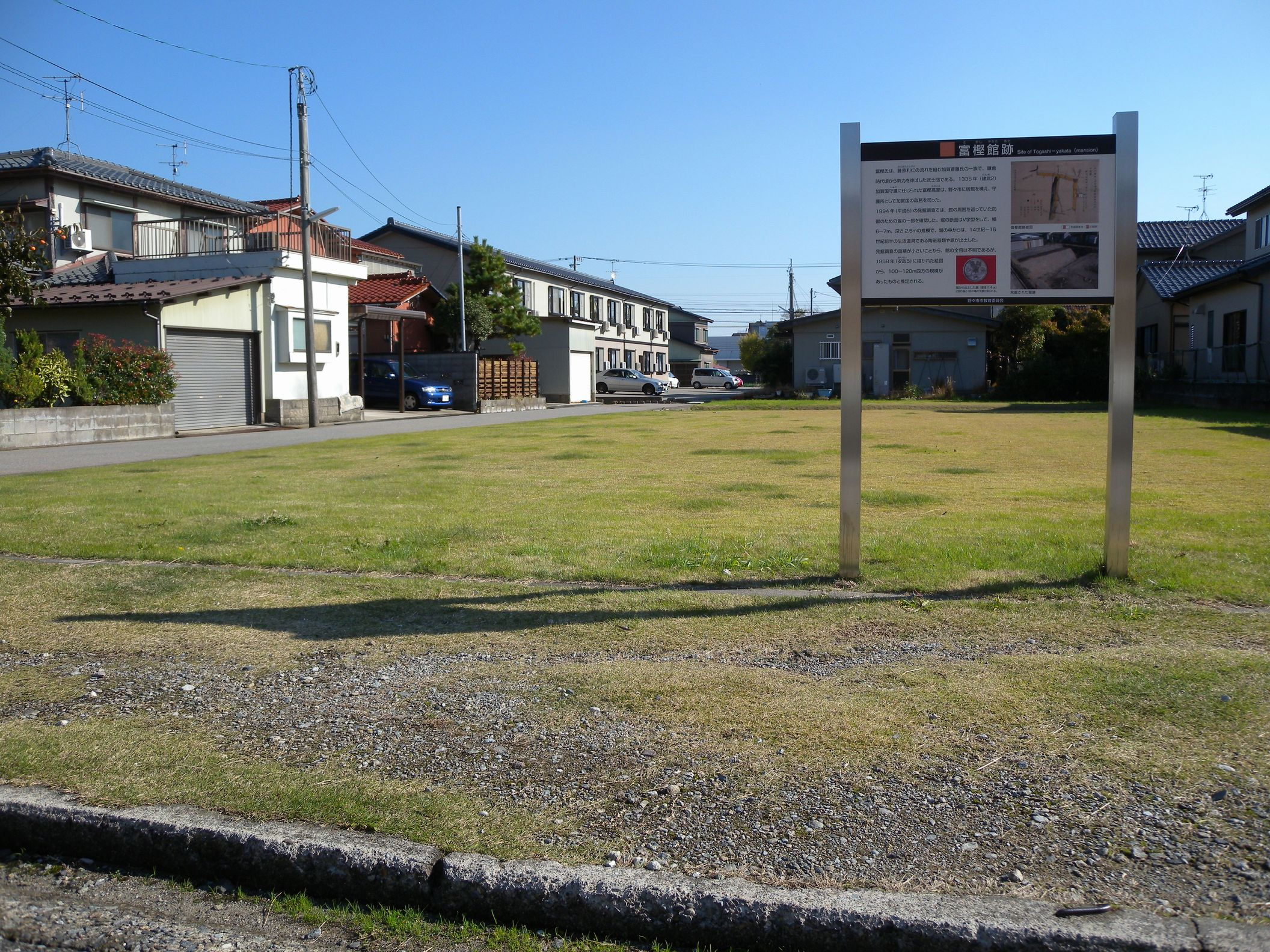
富樫館跡

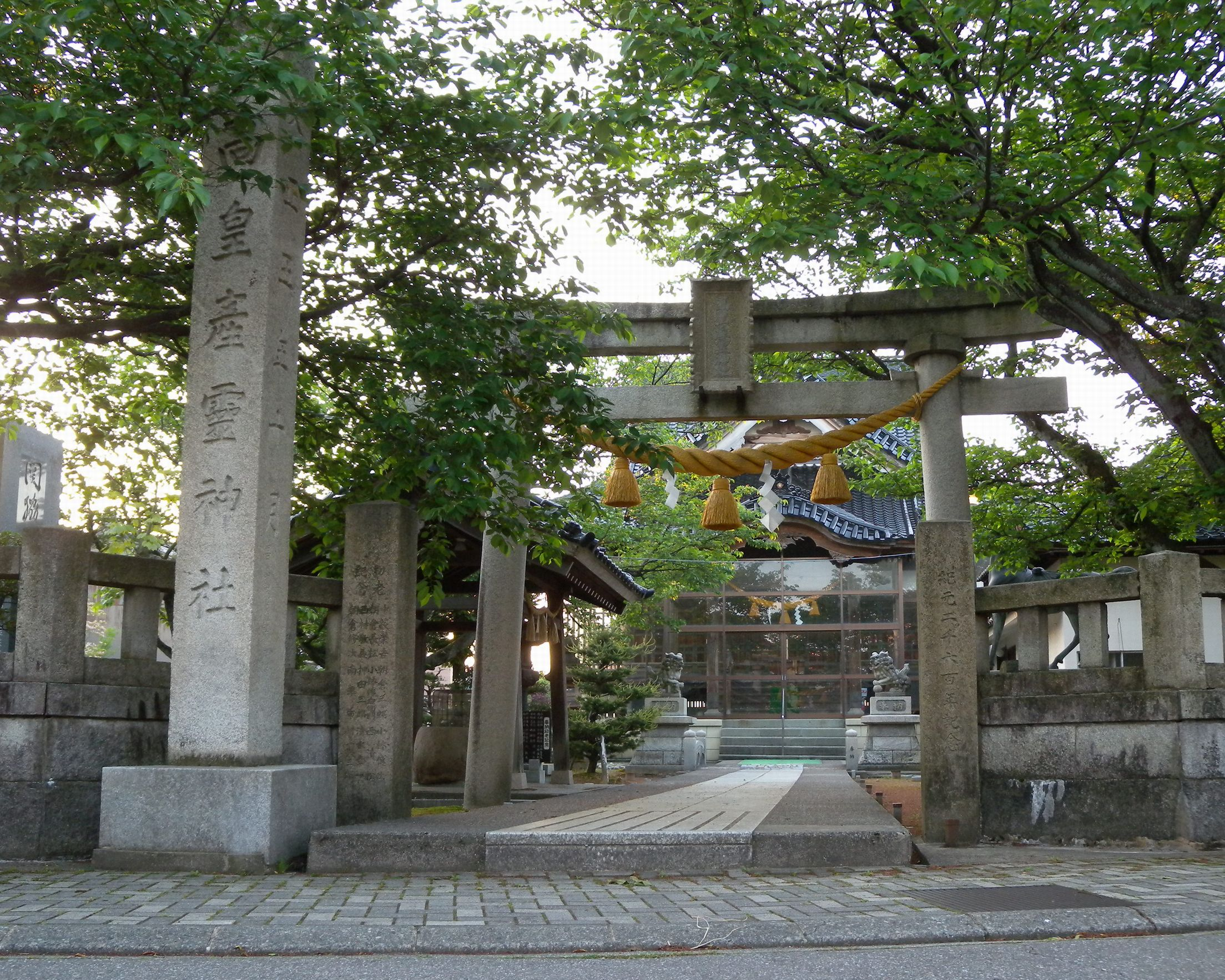
高皇産霊神社

### 名所・旧跡
主な城郭・館
- 富樫館跡
- 野々市城 - 富樫晴貞の居城。

主な寺院
- 末松廃寺(国指定史跡)

主な神社
- 高皇産霊神社
- 布市神社

主な遺跡
- 御経塚遺跡

その他の史跡
- 喜多家跡
- 押野後藤家跡

### 観光スポット
- 野々市交遊舎
- ふるさと歴史館
- 郷土資料館

## 祭事・催事
主な催事
- 野々市つばきまつり日程（3月中旬）
- 野々市じょんからまつり日程（8月1日に近い土日）
- じょんからの里マラソン日程（10月下旬）

## 出身有名人
- 飯田昴大（プロサッカー選手）
- 石田政吾（競艇選手）
- 小嶋源作（実業家、中部日本放送創業者）
- 進村武男（工学者、元宇都宮大学学長）
- 関札皓太（プロレスラー）
- 多田このみ（声優）
- 栃乃里隆光（大相撲力士）
- 響舛市太郎（大相撲力士、元関脇）
- 二木あい（フリーダイビング水中表現家）
- 村濱武洋（プロレスラー）
- 森井健太[25] （バスケットボール選手、横浜ビー・コルセアーズ所属）
- 米林宏昌（スタジオジブリ、アニメーター・監督）
- 徳野新太郎（起業家、ヨシオ工業株式会社代表取締役社長、エンジェル保育園 (社会福祉法人 紫志の会)理事長）